# Berounka

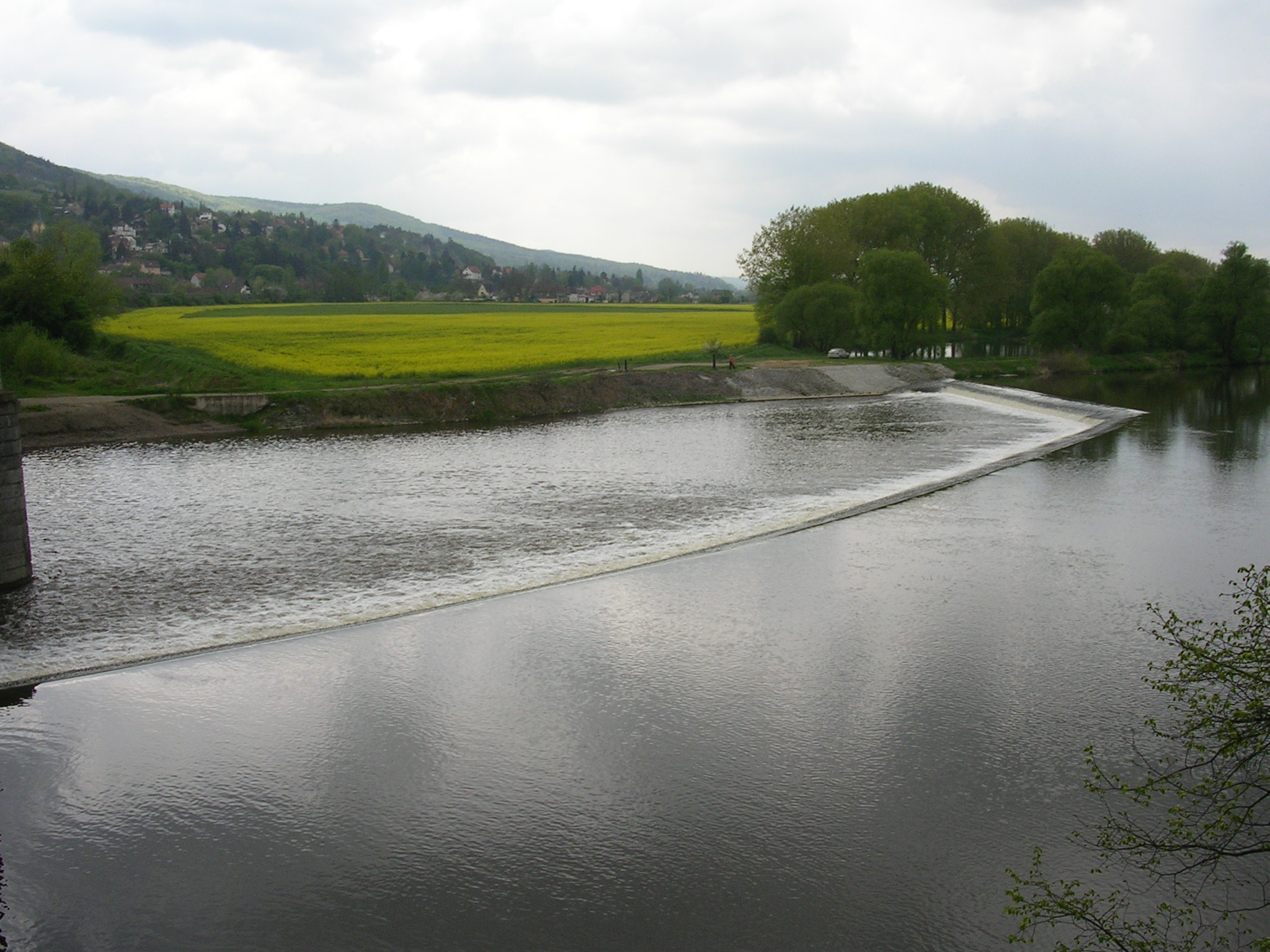
Mokropetzer Wehr

Die Berounka (tschechisch bɛrɔʊ̯ŋka Ausspracheⓘ, deutsch Beraun, früher Mies) ist ein linker und der wasserreichste Nebenfluss der Moldau in Tschechien.

## Verlauf
Die Berounka entsteht nordöstlich der Pilsener Innenstadt am Wasserturm der Plzeňský Prazdroj durch den Zusammenfluss von Mže/Mies und Radbuza. Auf ihrem Oberlauf fließt sie in nordöstlicher Richtung durch die Plzeňská kotlina (Pilsener Becken) an Doubravka vorbei. Auf diesem Abschnitt führen die Bahnstrecke Plzeň–Duchcov und die Masarykbrücke über den Fluss. Zwischen Plzeň-Doubravka und Chrást folgt die Bahnstrecke Praha–Plzeň dem Flusslauf.
Unterhalb der Úslavamündung erreicht der Fluss den Naturpark Horní Berounka und bildet zwischen der Kaznějovská pahorkatina, Rakovnická pahorkatina und Kralovická pahorkatina (linksseitig) sowie der Klabavská pahorkatina und der Radnická vrchovina (rechtsseitig) ein tief eingeschnittenes, zunehmend felsiges Tal, wobei sich im Flussbett auch einige namenlose Inseln befinden. Mehrere kleine Zuflüsse stürzen über Wasserfälle in das Berounkatal. In mehreren großen Schleifen windet sich der Fluss vorbei an Bílá Hora, Čertův Mlýn, Chlumek, Bukovec, Druztová, der Burgruine Věžka, Dolany, Habrová, Chrást, Telín, Sedlecko, Korečnický Mlýn und Valentovský Mlýn. Unterhalb der Einmündung des Senecký potok erstreckt sich am linken Hang das Naturdenkmal Malochova skalka. Das Berounkatal unterhalb von Bukovec ist linksseitig als Naturdenkmal Háj und auf der gegenüberliegenden Seite als Naturdenkmal Zábělá unter Schutz gestellt. Bei Valentovský Mlýn nimmt der Fluss nördliche Richtung und fließt an Nadryby, Dírka, Darovanský Dvůr, Kostelec, Darová, Nynice, U Kolečků, Planá, Kaceřovský Mlýn, Rybárna, Kaceřov, Rybárna, Čívice, Pod Žíkovem, Libštejn, der Burgruine Libštejn, Robčice, Libštejnský Mlýn, Horní Liblín, Břízsko, Borek, Liblín, Loužek, Liblínský Mlýn und Kozojedy vorbei. Der weitere Lauf der Berounka führt danach mit nordöstlicher Richtung vorbei an Rybárna nad Rakolusky, Bujesily nach Rakolusky. Oberhalb der Einmündung des Radnický potok verlässt die Berounka den Naturpark Horní Berounka und fließt in den Naturpark Hřešihlavská; der rechtsseitige Talhang gegenüber von Rakolusky ist als Naturreservat Třímanské skály geschützt. Vorbei an Hřešihlavy, Bohy, Podkrašovský Mlýn, der Burgruine Krašov, Třímany, Hlince, Třímanský Přívoz, Prachárna, Rybárna, Lejskův Mlýn, Chlum, Ptyč, Dolany, Hamouz, Pod Dubjany und Zvíkovec erreicht der Fluss Kalinova Ves. Die Hänge bei der Burgruine Krašov sind als Naturreservat Krašov unter Schutz gestellt. Die rechte Talseite unterhalb der Radubicemündung bildet das Nationale Naturreservat Chlumská stráň. An der Einmündung des Dolanský potok verlässt die Berounka den Naturpark Hřešihlavská und fließt erneut in den Naturpark Horní Berounka.
In Kalinova Ves fließt die Berounka in das Landschaftsschutzgebiet Křivoklátsko. Dort erreicht der Fluss die Křivoklátská vrchovina (Pürglitzer Bergland) und bildet dabei die Scheide zwischen der Zbirožská vrchovina (Sbiroher Bergland) und der Lánská pahorkatina (Lannaer Hügelland). Entlang ihres Laufes folgen Kočkův Mlýn, Kostelík, Hradiště, U Bartoňů, Čilská Rybárna, Čilá, Čechův Mlýn, Šlovice, Karáskův Mlýn, Skryje, Luh, die Burgruine Týřov, Týřovice, Kouřimecká Rybárna, Hracholusky, Křiniště, U Rozvědčíka, V Luhu, Nezabudice, Branov, Višňová, Křivoklát und Roztoky. Vor der Einmündung des Rakovnický potok überquert bei Roztoky die aus dem Tunnel Budský kommende Bahnstrecke Rakovnik-Beroun den Fluss. Danach fließt die Berounka in zwei großen Schleifen an Častonice, Amalín, Děče, Pohořelec, Újezd nad Zbečnem, Zbečno, Dubina, Kolouch, Sýkořice und Račice vorbei. Das bei der Wassermühle Čechův mlýn befindliche Kleinkraftwerk Elektroskanzen Čechův mlýn ist ein Technisches Denkmal. Bei Skryje sind Teile des Tales zu beiden Seiten des Flusses als Naturdenkmal Skryjsko-týřovické kambrium unter Schutz gestellt. Unterhalb von Luh erstreckt sich rechts der Berounka das Nationale Naturreservat Týřov, flussabwärts folgt das Nationale Naturreservat Velká Pleš. Bei Křiniště befindet sich linksseitig das Naturdenkmal Čertova skála. Die Felsen am linken Ufer unterhalb von Nezabudice bilden das Naturreservat Nezabudické skály. Der rechte Hang gegenüber von Višňová ist als Naturdenkmal U Eremita geschützt. Der linksseitige Felshang unterhalb der Einmündung des Rakovnický potok bildet gegenüber von Roztoky das Naturdenkmal Na Babě. Der rechte Hang gegenüber von Častonice wurde als Naturreservat Stříbrný luh unter Schutz gestellt. Nördlich von Pohořelec bildet der linksseitige Felshang das Naturreservat Brdatka.
In südöstlicher Richtung fließt die Berounka danach an Žloukovice vorbei und wird dort von der Bahnstrecke Rakovnik-Beroun überquert. Ihr weiterer Lauf führt an Nižbor, Nová Huť, dem Oppidum Stradonice, Stradonice, Porostlina, Stará Huť, Zdejcina und Hýskov vorbei in das Stadtgebiet von Beroun. Der linksseitige Felshang gegenüber von Žloukovice ist als Naturdenkmal Kabečnice unter Schutz gestellt. Zwischen Stará Huť und Zdejcina verlässt die Berounka das Landschaftsschutzgebiet Křivoklátsko. Danach fließt sie an Pod Plešivcem, U Slezáků,  V Pánvích, Pánve, Nad Eternitkou, Dvůr Pták, Na Ptáku und Višňovka sowie östlich der Berouner Innenstadt an der Prager Vorstadt (Pražské Předměstí) und Závodí vorbei. Am südöstlichen Stadtrand von Beroun wird der Fluss von der Autobahn D 5/E 50 sowie der Bahnstrecke Rakovnik-Beroun überquert und fließt anschließend durch die Karlštejnská vrchovina (Karlsteiner Bergland) und in das Landschaftsschutzgebiet Český kras. Entlang ihres Laufs liegen Lištice, U Vondráků, Tetín, die Burgruine Tetín, Šanův Kout, V Kozle, Srbsko, Koda, Korno, Krupná, Poučník, Ve Spáleném, Budňany, die Burg Karlštejn, Klučice, Hlásná Třebaň und Běleč. Unterhalb von Stradonice befinden sich auf diesem Abschnitt im Berounkatal Bunker des Tschechoslowakischen Walls. Der steile Felshang bei Tetín ist als Naturreservat Tetínské skály unter Schutz gestellt. Unterhalb davon erstreckt sich linksseitig des Flusses auf einer Fläche von 1547 ha im Böhmischen Karst (Český kras) das Nationale Naturreservat Karlštejn. Rechts der Berounka befinden sich bei Koda das Nationale Naturreservat Koda und gegenüber von Hlásná Třebaň das Naturreservat Voškov.
Bei Zadní Třebaň verlässt die Berounka das Landschaftsschutzgebiet Český kras und nimmt nordöstliche Richtung. Vorbei an Rovina, Řevnice, Černá Skála, Jitřenka, Lety pod Lesem, Lety, Dobřichovice, Brunšov, Čihadla, Sušárna, Všenory, Větrné Údolí, Černošice, Horní Mokropsy, Stará Vráž, Dolní Mokropsy, Montana und Údolí Hvězd führt ihr breites Tal am nördlichen Fuße der Hřebeny (Brdykamm) über die Třebotovská plošina (Trebotauer Hochfläche). Am Mokropeser Wehr überquert die Bahnstrecke Praha–Plzeň den Fluss. Das rechte Flussufer zwischen Montana, den Burgställen Humensko und Kazín sowie Údolí Hvězd ist Teil des Naturparks Hřebeny.
Ab Údolí Hvězd verläuft die Prager Stadtgrenze durch die Flussmitte; die rechtsseitig des Flusses gelegenen Orte gehören zu Prag. Entlang des Flusses folgen Kazín, Horní Černošice, Blukský Mlýn, Dolní Černošice und Lipence. Bei Rymáň fließt die Berounka gänzlich in das Prager Stadtgebiet. Ihr Unterlauf führt durch eine breite Aue vorbei an Radotín, Buda, Lahovice, Lebedov und Lahovičky; dabei wird der Fluss westlich von Lahovice auf der Radotínský most von der Schnellstraße R 1 überquert. Nach 138,2 km mündet die Berounka nördlich von Lahovice in der Pražská kotlina (Prager Kessel) in die Moldau.
Das Einzugsgebiet der Berounka umfasst 8708,07 km², von denen 38,07 km² in Bayern liegen.
Zwischen Roztoky und Beroun führt die Bahnstrecke Rakovník–Beroun, zwischen Beroun und Praha-Radotín die Bahnstrecke Praha–Plzeň entlang der Berounka.
Das landschaftlich reizvolle Berounkatal ist heute ein Erholungsgebiet.

## Geschichte

### Name des Flusses
Der Name Berounka entstand als neuzeitliche Bezeichnung für den unteren Flussteil der Mies. Im 16. und 17. Jahrhundert wurde der untere Flusslauf der Mies auch als Plzenská řeka (übersetzt: Pilsener Fluss) bzw. Cerná voda (Schwarzes Wasser) bezeichnet. In einer Karte aus dem Jahre 1568 finden sich für den Flusslauf die Namen Watta und Radbuza. Auch während des Dreißigjährigen Krieges (1618–1648)  ist in einer Kriegskarte des Generals Ernst von Mansfeld der Name Watta zu finden. Der von der Stadt Beroun abgeleitete Name Beraun ist seit dem Ende des 17. Jahrhunderts nachweisbar und setzte sich im 18. Jahrhundert allmählich durch.
Auf Initiative des Historikers Jan Anderle beschloss der Pilsener Stadtrat am 7. September 2006 auf der Grundlage des Gesetzes über Benennung öffentlicher Räume die Rückbenennung des Flusses im Pilsener Stadtgebiet in Mže. Zugleich begannen Gespräche mit dem Plzeňský kraj über eine Umbenennung des gesamten Flusses. Die Resonanz war durchweg ablehnend. In einem Erlass des Landwirtschaftsministeriums wurde festgestellt, dass der Pilsener Stadtrat nicht berechtigt war, den offiziellen Namen des Flusses zu ändern. Wegen der ablehnenden Position einiger Gemeinden und staatlichen Behörden wurde der Beschluss im Jahre 2011 aufgehoben.

### Hochwasser und Veränderung der Mündung
Die Berounka hatte sich im Laufe der Zeit in ihrem Mündungsgebiet zwischen der Třebotovská plošina und den Hřebeny in eine breite Flussniederung eingegraben und dort ein Binnendelta gebildet. Der ursprüngliche Hauptarm des Flusses führte vom Mäander bei Buda⊙ nördlich des St. Gallus-Berges (Havlín) und des Klosters Königsaal nach Osten und mündete am Kloster in die Moldau⊙. Der linke Mündungsarm führte östlich Radotín zur Moldau und mündete südlich von Lahovice an der Lahowitzer Insel⊙, wo sich heute die Anschlussstelle 10 der Schnellstraße R 1 befindet, in den Fluss. Zwei weitere kleine Arme, die schon im 18. Jahrhundert wieder abgeworfen waren, mündeten westlich der Lahowitzer Insel⊙ und nördlich des Klosters⊙ in die Moldau. Bei einem Hochwasser wurde später der alte Hauptarm bei Buda abgeworfen; der Fluss nahm seinen Lauf bis zum Radotiner Bach bei Radotín, wandte sich dort scharf nach Osten und gabelte sich dann wieder in den Königsaaler Hauptarm und den Lahowitzer Seitenarm.
Frühe Nachrichten über Hochwasser an der Berounkamündung stammen aus den Jahren 1784, 1785, 1795, 1796, 1797, 1809, 1813, 1818, 1820, 1824, 1829, 1830, 1831, 1845, 1862, 1867 und 1872. Dabei erreichte der Fluss am 20. Juni 1824 einen Pegel von 3,98 m über Normal, am 27. März 1845 5,45 m über Normal, am 28. Februar 1862 4,93 m über Normal sowie am 29. Mai 1872 3,79 m über Normal. Das letzte schwere Hochwasser war im Jahre 2002.
Beim Eishochwasser vom 16. Jänner 1797 brach der Fluss nach Nordosten durch und grub sich zwischen Radotín und Modřany einen neuen Mündungsarm, der beim Hochwasser von 1829 zum Hauptarm des Flusses ausgespült wurde. Der Besitzer der Herrschaft Königsaal, Friedrich Kraft zu Oettingen-Wallerstein, ließ im selben Jahre zur Vermeidung weiterer Durchbrüche und Überschwemmungen das neue Hauptflussbett mit staatlicher Unterstützung kanalisieren.
Das Hochwasser vom Februar 1862 unterspülte einen im Bau befindlichen Pfeiler der Mokropetzer Brücke der Bahnstrecke Prag-Pilsen. Jedoch konnte die Bahnstrecke am 14. Juli 1862 eröffnet werden.
Der durch das alte Flussbett zwischen Buda, Peluněk, Žabovřesky und Zbraslav führende Nebenarm wurde beim Hochwasser von 1872 abgeworfen und ist heute als Altwasser Krňov Teil des Bachlaufes Lipanský potok.

### Hochwasser von 1872
In der Nacht vom 25. zum 26. Mai 1872 wurde das untere Tal der Berounka nach wolkenbruchartigen Regenfällen von einer Flutwelle heimgesucht. In Hředle rissen die Fluten zehn der 75 Häuser fort, weitere 25 wurden ruiniert, dabei kamen 29 Menschen um. Gänzlich überflutet wurden die Dörfer Srbsko, Třebáň, Mokropsy und Černošice sowie der untere Teil von Dobřichovice einschließlich der Kirche. An der Bahnstrecke Prag-Pilsen verursachte das Hochwasser Schäden in Höhe von 231.691 Gulden, die Bahnhöfe Karlštejn, Beroun und Řevnice wurden überflutet. Am Morgen des 26. Mai wurde einer der steinernen Pfeiler der nach dem System Schifkorn erbauten Eisenbahnbrücke von Mokropsy fortgespült, die Eisenkonstruktion der Brücke hielt jedoch. Wegen des dadurch verursachten Absackens zweier Felder war die Brücke 26. Juni 1872 nicht befahrbar.

### Hochwasser von 2002
Das Sommerhochwasser von 2002 war eines der verheerendsten Hochwasser. Schwer betroffen waren die direkt im Tal gelegenen Ortschaften. Aber auch etwas oberhalb des Flusses liegende Gemeinden erlitten Flutschäden; in Všenory wurden z. B. 43 Häuser und 100 Ferienhütten überflutet, 150 Personen mussten evakuiert werden. Die in den 1990er Jahren sanierte Eisenbahnbrücke von Mokropsy überstand die Fluten unbeschädigt. Der Wasserspiegel des Flusses reichte dabei fast bis an die Oberkanten der Pfeiler.

## Zuflüsse
- Mže/Mies (l) und Radbuza (r), nordöstlich der Pilsener Innenstadt
- Bolevecký potok (l), bei Plzeň-Bílá Hora unterhalb der Masaryk-Brücke
- Úslava (r), bei Plzeň-Doubravka
- Hrádecký potok (r), bei Plzeň-Doubravka
- Senecký potok (l), unterhalb von Čertův Mlýn
- Zábělský potok (r), in Bukovec
- Drahotínský potok (l), bei Druztová an der Burgruine Věžka
- Klabava (r), unterhalb von Chrást
- Točínský potok (l), unterhalb von Chrást
- Lužnice (r), bei Sedlecko
- Korečnický potok, auch Korečný potok (r), bei Valentovský Mlýn
- Dírecký potok (r), bei Dírka
- Darovský potok (l), oberhalb von Kostelec
- Malá Radná (r), bei Planá
- Velká Radná (r), bei Planá
- Třemošná (l), bei Rybárna
- Olešenský potok (r), unterhalb von Kaceřov
- Žíkovský potok (r), bei Rybárna
- Čívický potok (l), bei Pod Žíkovem
- Střela (l), bei Liblín
- Kozojedský potok (l), bei Kozojedy
- Rožský potok (l), bei Kozojedy
- Bujesilský potok (r), bei Rybárna nad Rakolusky
- Radnický potok (r), bei Rakolusky
- Brodeslavský potok (l), an der Burgruine Krašov
- Všehrdský potok, auch Černíkovský potok (l), unterhalb der Burgruine Krašov
- Radubice (r), bei Rybárna
- Dolanský potok (l), bei Dolany
- Seč (r), bei Hamouz
- Chříčský potok (l), oberhalb von Pod Dubjany
- Lubná (r), in Kalinova Ves
- Podmokelský potok (r), unterhalb von Kalinova Ves
- Javornice (l), unterhalb von Kalinova Ves
- Modřejovický potok (l), unterhalb von Kočkův Mlýn
- Slabecký potok (l), bei U Bartoňů
- Hradišťský potok (r), bei Hradiště
- Zbirožský potok (r), bei Čechův Mlýn
- Chmelnický potok (l), bei Šlovice
- Sádecký potok (l), bei Luh
- Skryjský potok (r), in Luh
- Úpořský potok (r), an der Burgruine Týřov
- Kouřimecký potok (r), unterhalb von Kouřimecká Rybárna
- Plešský potok (r), bei U Rozvědčíka
- Tyterský potok (l), in U Rozvědčíka
- Klučná (r), bei Višňová
- Rakovnický potok (l), bei Roztoky
- Štíhlice (l), oberhalb von Zbečno
- Klíčava (l), oberhalb von Zbečno
- Sýkořický potok (l), bei Račice
- Žloukava (r), unterhalb von Račice
- Křížový potok (r), unterhalb von Žloukovice
- Vůznice (l) oberhalb von Nižbor
- Habrový potok (r), in Nová Huť
- Žlubinecký potok (l), oberhalb von Stradonice
- Hýskovský potok (l), bei Stará Huť
- Ptácký potok (l), bei Dvůr Pták
- Vrážský potok (l), in Závodí
- Litavka (r), in Beroun
- Tetínský potok (r), unterhalb der Burgruine Tetín
- Loděnice, auch Kačák (l), bei V Kozle
- Bubovický potok (l), in Srbsko
- Kodský potok (r), in Koda
- Císařský potok (r), bei Koda
- Krupná (r), in Krupná
- Voškovský potok (r), bei Krupná
- Budňanský potok (l), in Karlštejn
- Políčský potok, auch Kytlina (l), in Hlásná Třebaň
- V Trubách (l), bei Hlásná Třebaň
- Svinařský potok (r), in Zadní Třebaň
- Nezabudický potok (r), in Řevnice
- Moklický potok (r), in Řevnice
- Kejná (r), bei Lety pod Lesem
- Červený potok (r), bei Lety
- Karlický potok (l), in Dobřichovice
- Všenorský potok (r), bei Sušárna
- Kluček (l), bei Stará Vráž
- Mokropeský potok (r), bei Dolní Mokropsy
- Humenský potok (r), am Burgstall Humensko bei Dolní Mokropsy
- Kazínský potok (r), am Burgstall Kazín bei Dolní Mokropsy
- Švarcava (l), in Horní Černošice
- Radotínský potok (l), in Praha-Radotín

## Fähren
- Nadryby
- Darová
- V Luhu
- Kazín

## Naturschutz

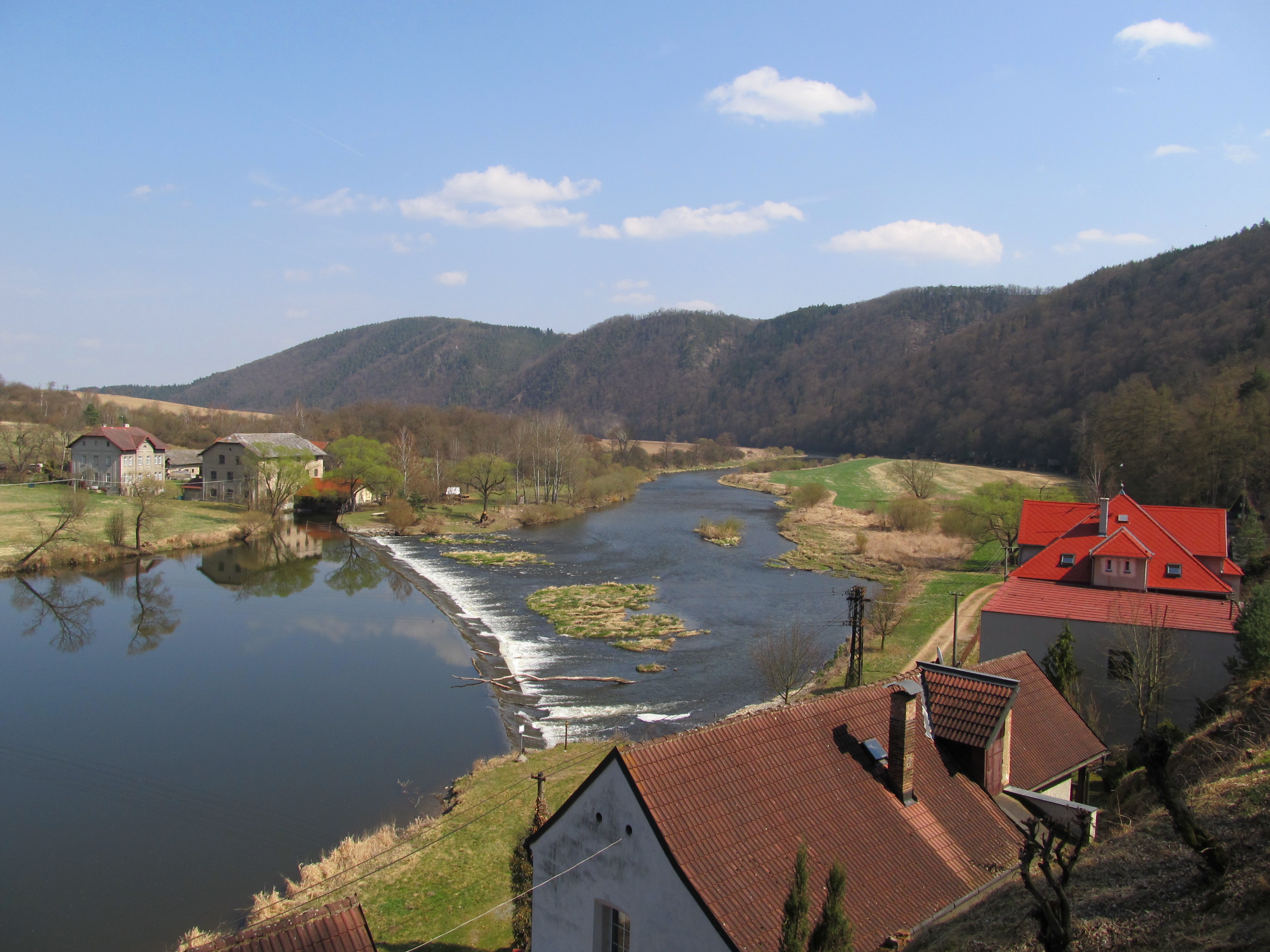
Die Berounka im gleichnamigen FFH-Gebiet

Mehrere Abschnitte der Berounka liegen in Natura-2000-Gebieten.
Nördlich von Pilsen fließt die Berounka durch das Flora-Fauna-Habitat-Gebiet Plzeň-Zábělá (EEA-Code CZ0323159), in dem unter anderem der Lebensraumtyp 3270 (Flüsse mit Schlammbänken mit Vegetation des Chenopodion rubri p.p. und des Bidention p.p.) als Schutzgut gemeldet ist.
Der Abschnitt zwischen Liblin und Zvikovec wurde als Flora-Fauna-Habitat-Gebiet Berounka mit dem EEA-Code CZ0323142 gemeldet. Die für dieses Gebiet gemeldeten Schutzgüter sind der Lebensraumtyp 3260 (Flüsse der planaren bis montanen Stufe mit Vegetation des Ranunculion fluitantis und des Callitricho-Batrachion) und die Anhang II-Art Rapfen (Aspius aspius).
Von Skryje bis Hýskov fließt der Fluss zudem durch das europäische Vogelschutzgebiet Křivoklátsko (EEA-Code CZ0211001). Ein für dieses Gebiet gemeldetes Schutzgut mit direktem Bezug zum Fluss ist der Eisvogel. Bei Srbsko liegen zwei kürzere Flussabschnitte im FFH-Gebiet Karlštejn-Koda  (EEA-Code CZ0214017), in dem unter anderem ebenfalls die Lebensraumtypen 3260 und 3270 gemeldet sind.